# Stora Bör
Der Stora Bör ist ein See, der in der schwedischen Provinz Värmland liegt. Der See erstreckt sich über eine Gesamtfläche von 14,1 Quadratkilometern und liegt 157,1 m ö.h. in den Gemeinden Årjäng und Säffle. Die Küstenlänge beträgt 46,4 km. Entwässert wird der See vom Wasserlauf Lillälven (Börkusälven).
Der Stora Bör hat zahlreiche Buchten und etwa 80 Inseln, darunter Bockön und Fjolön. Das Wasser ist klar und es bestehen gute Bade- und Angelmöglichkeiten.
In der Umgebung leben zahlreiche Elche und Biber. Das Gebiet ist für den Naturschutz von nationaler Bedeutung.